# Robert Koch
Heinrich Hermann Robert Koch (Clausthal-Zellerfeld, Baixa Saxònia, 11 de desembre de 1843 - 27 de maig de 1910, Baden-Baden) fou un metge i microbiòleg alemany guardonat amb el Premi Nobel de Medicina o Fisiologia el 1905. Descobridor del bacil de la tuberculosi l'any 1882 i del causant del còlera (Vibrio cholerae) el 1883, és considerat un dels fundadors de la bacteriologia com a ciència experimental establint el fonament del cultiu microbià pur imperant durant tot el segle xx, fins a la popularització de mètodes d'identificació molecular de microorganismes.
El seu descobriment del bacteri de l'àntrax (Bacillus anthracis) el 1876 es considera el naixement de la bacteriologia moderna. Koch va utilitzar els seus descobriments per establir que els gèrmens podien causar una malaltia específica i va proporcionar directament proves per a la teoria germinal de les malalties, creant per tant la base científica de la salut pública, salvant milions de vides. Per l'obra de la seva vida, Koch és vist com un dels fundadors de la medicina moderna.
Mentre treballava com a metge privat, Koch va desenvolupar moltes tècniques innovadores en microbiologia. Va ser el primer a utilitzar la lent d'immersió en oli, el condensador i la microfotografia en microscòpia. La seva invenció del mètode de cultiu bacterià utilitzant agar i plaques de vidre (desenvolupat més tard com a placa de Petri pel seu assistent Julius Richard Petri) el va convertir en el primer a cultivar bacteris al laboratori. En agraïment a la seva feina, va ser nomenat assessor del govern a l’Oficina de Salut Imperial el 1880, ascendit a un càrrec executiu superior (Geheimer Regierungsrat) el 1882, director de l'Institut d'Higiene i Càtedra (professor d'higiene) de la Facultat de Medicina de Universitat de Berlín el 1885 i el Reial Institut Prussià de Malalties Infeccioses (més tard rebatejat com a Institut Robert Koch després de la seva mort) el 1891.
Els mètodes que Koch va utilitzar en bacteriologia van portar a l'establiment d'un concepte mèdic conegut com a postulats de Koch, quatre principis mèdics generalitzats per determinar la relació dels patògens amb malalties específiques. El concepte encara s'utilitza en la majoria de situacions i influeix en principis epidemiològics posteriors com els criteris de Bradford Hill. Va seguir una gran controvèrsia quan Koch va descobrir la tuberculina com a medicament per a la tuberculosi que es va demostrar que era ineficaç, però es va desenvolupar per al diagnòstic de la tuberculosi després de la seva mort. Per les seves investigacions sobre la tuberculosi, va rebre el Premi Nobel de Fisiologia o Medicina el 1905. El dia que va anunciar el descobriment del bacteri de la tuberculosi, el 24 de març de 1882, l'Organització Mundial de la Salut ha celebrat cada any des de 1982 com el Dia Mundial de la Tuberculosi.

## Biografia
Va néixer a la ciutat de Clausthal-Zellerfeld, població avui a l'estat federat alemany de Baixa Saxònia, fill d'Hermann Koch (1814–1877) i Mathilde Julie Henriette (nascuda Biewend; 1818–1871). El seu pare era enginyer de mines. Era el tercer de tretze germans. Va destacar acadèmicament des de petit. Abans d'entrar a l'escola el 1848, s'havia ensenyat per si mateix a llegir i escriure. Va completar l'educació secundària el 1862, havent destacat en ciències i matemàtiques. Després d'acabar els seus estudis escolars brillantment, als 19 anys, Koch va ingressar a la Universitat de Göttingen per estudiar ciències naturals. Es va dedicar a les matemàtiques, la física i la botànica. Va ser nomenat ajudant al Museu Patològic de la universitat. Després de tres semestres, va decidir canviar la seva àrea d'estudi a la medicina, ja que aspirava a ser metge. Durant el seu cinquè semestre a la facultat de medicina, Jacob Henle, un anatomista que havia publicat una teoria del contagi el 1840, li va demanar que participés en el seu projecte d'investigació sobre l'estructura del nervi uterí. Aquesta investigació li va valer un premi d'investigació de la universitat i li va permetre estudiar breument amb Rudolf Virchow, que en aquell moment era considerat el metge més reconegut d'Alemanya. En el seu sisè semestre, Koch va començar a investigar a l'Institut Fisiològic, on va estudiar la secreció d’àcid succínic, que és una molècula de senyalització que també participa en el metabolisme dels mitocondris. Això finalment constituiria la base de la seva tesi. El gener de 1866, es va graduar a la facultat de medicina, guanyant els honors de la màxima distinció, màxima cum laude.
L'any 1880 va ser nomenat membre del Departament de Salut Imperial de Berlín i entre 1891 i 1904 va ser director de l'Institut de Malalties Infeccioses. Va morir el 1910 a conseqüència d'un infart de miocardi.

### Carrera
Després de graduar-se el 1866, Koch va treballar breument com a assistent a l'Hospital General d'Hamburg. L'octubre d'aquell any, es va traslladar a l'Idiot's Hospital de Langenhagen, prop de Hannover, com a metge general. El 1868 es va traslladar a Neimegk i després a Rakwitz el 1869. Quan va començar la guerra francoprussiana el 1870, el 1871 es va allistar a l'exèrcit alemany com a cirurgià voluntari per donar suport a l'esforç de guerra. Va ser donat d'alta un any més tard i va ser nomenat com a metge de districte (Kreisphysikus) a Wollstein a la Posen prusiana (ara Wolsztyn, Polònia). Quan la seva família s'hi va instal·lar, la seva dona li va regalar un microscopi com a regal d'aniversari. Amb el microscopi va muntar un laboratori privat i va començar la seva carrera en microbiologia.
Koch va començar a realitzar investigacions sobre microorganismes en un laboratori connectat a la sala d'examen del seu pacient. Les seves primeres investigacions en aquest laboratori van donar lloc a una de les seves principals contribucions al camp de la microbiologia, ja que va desenvolupar la tècnica del creixement de bacteris. A més, va aconseguir aïllar i fer créixer patògens seleccionats en un cultiu pur de laboratori. El seu descobriment del bacil de l'àntrax (més tard anomenat Bacillus anthracis) va impressionar molt Ferdinand Julius Cohn, professor de la Universitat de Breslau (actualment Universitat de Wrocław), que el va ajudar a publicar el descobriment el 1876. Cohn havia establert l'Institut de Fisiologia Vegetal i va convidar Koch a demostrar-hi el seu nou bacteri el 1877. Koch va ser traslladat a Breslau com a metge de districte el 1879. Un any després, va marxar a Berlín quan va ser nomenat assessor del govern a l'oficina de salut imperial, on va treballar des de 1880 fins a 1885. Després del seu descobriment del bacteri de la tuberculosi, va ser ascendit a Geheimer Regierungsrat, un alt càrrec executiu, el juny de 1882.
El 1885, Koch va rebre dos nomenaments com a administrador i professor a la Universitat de Berlín. Va esdevenir Director de l'Institut d'Higiene i Càtedra (Professor d'Higiene) de la Facultat de Medicina. El 1891, va renunciar a la seva càtedra i es va convertir en director del Royal Prussian Institute for Infectious Diseases (ara l’Institut Robert Koch) que constava d'una divisió clínica i llits per a la divisió d'investigació clínica. Per això, va acceptar condicions dures. El Ministeri de Salut prussià va insistir després de l'escàndol de 1890 amb la tuberculina, que Koch havia descobert i pretenia com a remei per a la tuberculosi, que qualsevol dels invents de Koch pertanyeria incondicionalment al govern i no seria compensat. Koch va perdre el dret a sol·licitar la protecció de patents. El 1906, es va traslladar a l'Àfrica oriental per investigar una cura per a la tripanosomiasi (malaltia del son). Va establir el camp d'investigació Bugula on fins a 1000 persones al dia eren tractades amb el fàrmac experimental Atoxil.
A partir del 1904 va iniciar un periple per Sud-àfrica, l'Índia i Java en l'estudi de malalties infeccioses. Durant la seva estada a Calcuta va aïllar i identificar el bacil del còlera (Vibrio cholerae). L'any 1905 fou guardonat amb el Premi Nobel de Medicina o Fisiologia «per les seves investigacions sobre la tuberculosi», i desenvolupà els anomenats Postulats de Koch que estableixen els motius pel qual un organisme és el motiu d'una malaltia (etiologia).
Posteriorment desenvolupà la tuberculina a partir d'un extracte en glicerina del bacil de la tuberculosi; Koch va pensar que la tuberculina podria utilitzar-se per a immunitzar contra la tuberculosi i fou desenvolupada com a remei per la malaltia, però finalment va resultar no efectiva per aquest propòsit. Posteriorment serviria com a tècnica de diagnòstic.

### Àntrax

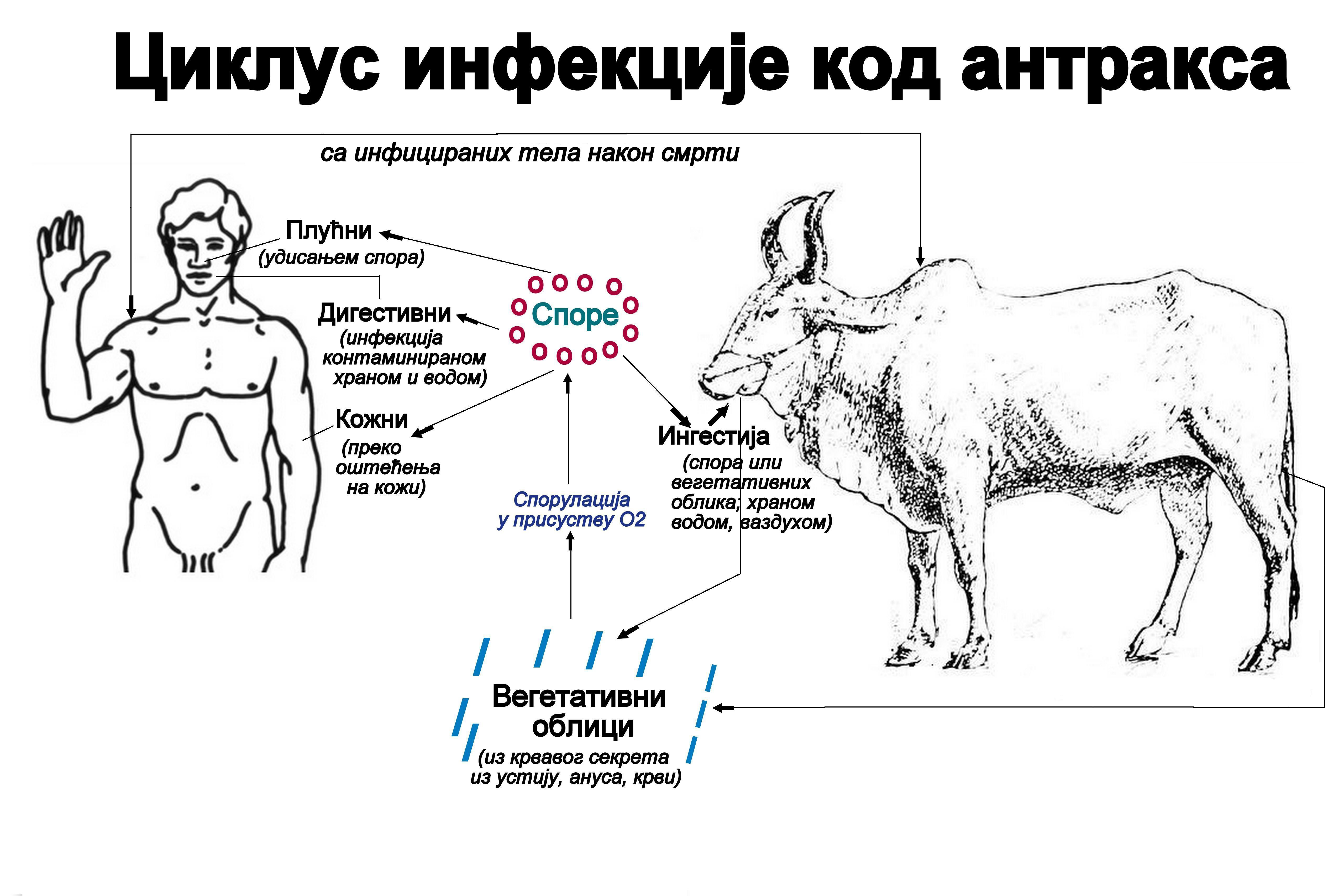
El cicle de la malaltia de l'àntrax. Les partícules d'àntrax viuen en estat vegetatiu fins que s'exposen a l'oxigen, on formen moltes espores infeccioses. Poden viure al sòl i ser consumits pels herbívors. Els grans herbívors, com les vaques, són els més susceptibles a la malaltia de l'àntrax, i els humans es veuen afectats pels residus animals, fecals o cadàvers, per aquests herbívors. La infecció per àntrax es transmet als humans quan les espores entren al cos, ja sigui per inhalació, ferides obertes o un altre mètode d'entrada. Un cop dins, les espores s'activen, permetent que els bacteris es multipliquin i escampin les seves toxines. Una altra propagació de la infecció és a través de mosques que mosseguen, com els mosquits, que entren en contacte amb la sang i les femtes dels herbívors, precedits pel contacte amb la carn humana (informació de Bergman et al., 2006).

Robert Koch és àmpliament conegut pel seu treball amb l'àntrax, descobrint que l'agent causant de la malaltia mortal és Bacillus anthracis. Després de convertir-se oficialment en metge de districte a Wollstein (avui Wolsztyn), Polònia, el 1872, Robert va començar a aprofundir en la malaltia anomenada àntrax. A prop de Wollstein, la malaltia de l'àntrax s'estava prenent regularment la vida dels humans i del bestiar sense proves que expliquin per què. Finalment, el 1876, Koch va poder fer un descobriment increïble que l'àntrax era provocat per un patogen singular. El descobriment de Koch de l'etapa inactiva, les espores de l'àntrax, li va permetre desvelar amb èxit el misteri darrere de la malaltia de l'àntrax. Aconseguint una millor comprensió d'aquest patogen, va poder donar llum sobre la notable resistència del bacteri als factors ambientals (Robert Koch - Conferència Nobel 2018). Aquest assoliment innovador va marcar a Koch com el científic pioner a descobrir que un organisme microscòpic estava causant la propagació d'una malaltia. Les seves troballes van ser especialment impressionants, ja que es van fer en un laboratori mal equipat a Wollstein.
Va publicar el descobriment en un llibret com Die Ätiologie der Milzbrand-Krankheit, Begründet auf die Entwicklungsgeschichte des Bacillus Anthracis (L'etiologia de la malaltia d'àntrax, basada en la història del desenvolupament del Bacillus Anthracis) el 1876 mentre treballava a Wöllstein. La seva publicació el 1877 sobre l'estructura del bacteri de l'àntrax va marcar la primera fotografia d'un bacteri. Va descobrir la formació d’espores en els bacteris de l'àntrax, que podrien romandre latents en condicions específiques. Tanmateix, en condicions òptimes, les espores es van activar i van provocar malalties. Per determinar aquest agent causant, va fixar en sec cultius bacterians sobre portaobjectes de vidre, va utilitzar colorants per tacar els cultius i els va observar a través d'un microscopi. El seu treball amb l'àntrax és notable perquè va ser el primer a vincular un microorganisme específic amb una malaltia específica, rebutjant la idea de la generació espontània i donant suport a la teoria germinal de la malaltia.

## Vida personal
El juliol de 1867, Koch es va casar amb Emma (Emmy) Adolfine Josephine Fraatz, i els dos van tenir una filla, Gertrude, el 1868. El seu matrimoni va acabar després de 26 anys el 1893, i més tard aquell mateix any, es va casar amb l'actriu Hedwig Freiberg (1872–1945).
El 9 d'abril de 1910, Koch va patir un atac de cor i mai no es va recuperar completament. El 27 de maig, tres dies després de donar una conferència sobre la seva investigació sobre la tuberculosi a l'Acadèmia de Ciències de Prussia, Koch va morir a Baden-Baden als 66 anys. Després de la seva mort, l'Institut va donar el seu nom al seu establiment en honor seu. No era religiós.

## Reconeixements
En honor seu s'anomenà el cràter Koch sobre la superfície de la Lluna i posteriorment l'asteroide (10847) Koch descobert el 5 de gener de 1995 per Freimut Börngen.